# Радоња
Радоња је насељено место на Кордуну, у саставу општине Војнић, Карловачка жупанија, Република Хрватска.

## Историја
Радоња се од распада Југославије до августа 1995. године налазила у Републици Српској Крајини.

## Становништво
Радоња је према попису из 2011. године имала 103 становника.

### Број становника по пописима
| Националност   | 2001. | 1991. | 1981. | 1971. | 1961. | 1953. | 1948. | 1931. | 1921. | 1910. | 1900. | 1890. | 1880. | 1869. | 1857. |
| бр. становника | 133   | 165   | 186   | 201   | 226   | 224   | 219   | 347   | 254   | 316   | 314   | 308   | 275   | 305   | 225   |

### Национални састав
| Националност       | 1991.        | 1981.        | 1971.        | 1961.        |
| Срби               | 161 (97,57%) | 179 (96,23%) | 198 (98,50%) | 220 (97,34%) |
| Хрвати             | 1 (0,60%)    | 1 (0,53%)    | 1 (0,49%)    | 5 (2,21%)    |
| Југословени        | 1 (0,60%)    | 6 (3,22%)    | 1 (0,49%)    | 0            |
| остали и непознато | 2 (1,21%)    | 0            | 1 (0,49%)    | 1 (0,44%)    |
| Укупно             | 165          | 186          | 201          | 226          |